# An Lạc A
An Lạc A là một phường thuộc quận Bình Tân, Thành phố Hồ Chí Minh, Việt Nam.

## Địa lý
Phường An Lạc A nằm ở trung tâm quận Bình Tân, có vị trí địa lý:
- Phía đông giáp Quận 6
- Phía tây giáp phường Bình Trị Đông B
- Phía nam giáp phường An Lạc
- Phía bắc giáp phường Bình Trị Đông.

Phường có diện tích 1,16 km², dân số năm 2021 là 32.929 người,  mật độ dân số đạt 28.387 người/km².

## Lịch sử
Phường An Lạc A được thành lập vào ngày 5 tháng 11 năm 2003 trên cơ sở 140,65 ha diện tích tự nhiên và 26.939 người của thị trấn An Lạc cũ thuộc huyện Bình Chánh.